# Alejandro Aragón
Alejandro Soto Aragón (conocido como Alejandro Aragón) es un destacado actor y director mexicano de cine, teatro y televisión. Nació el 5 de enero de 1961 en México, D.F. Estudió literatura dramática y teatro en la UNAM. Hijo de la legendaria actriz Lilia Aragón e hijo del político mexicano Enrique Soto Izquierdo. 
Estuvo casado con la también actriz Yolanda Ventura durante más de 20 años. Procrearon un hijo, Alejandro. En 2010 se divorciaron.
Actualmente en paralelo a su carrera de actor se dedica a la docencia hace 18 años, impartiendo el taller "Técnica de actuación para televisión" en el CEA.

## Filmografía como actor

### Telenovelas
- Me declaro culpable (2017-2018) .... Raúl
- Mujeres de negro (2016) .... Gustavo
- Pasión y poder (2015-2016) .... Aldo Echevarría
- Por siempre mi amor (2013 - 2014) .... Mauricio Narváez Duprís
- Un refugio para el amor (2012) .... Terapeuta
- Esperanza del corazón (2011) .... Padre de Eglantina
- La fuerza del destino (2011) .... Ingeniero Hernández
- Soy tu dueña (2010) .... Dr. Guerra
- Atrevete a soñar (2009 - 2010)
- Fuego en la sangre (2008) .... Octavio Uribe
- Destilando amor (2007) .... Maximino Vallejo
- Sueños y caramelos (2005) .... Sandro
- Bajo la misma piel (2003-2004) .... Marcos Ruiz Calderón
- Cómplices al rescate (2002) .... Luis Torres
- El manantial (2001-2002) .... Hugo Portillo
- Carita de ángel (2000-2001) .... Dionisio
- Soñadoras (1998-1999) .... Dr. Carlos Muñoz
- María Isabel (1997-1998) .... Leobardo
- María José (1995) .... Vicente
- Pobre niña rica (1995) .... Alfredo Zaldívar
- Volver a empezar (1994-1995) .... Dr. Francisco
- Los parientes pobres (1993) .... Cristóbal
- Carrusel de las Américas (1992) .... Federico
- La pícara soñadora (1991) .... Oswaldo Frías
- Simplemente María (1989 - 1990) .... Diego López
- Mi segunda madre (1989) .... Fernando
- Los años perdidos (1987 - 1988)

### Series de TV
- Gritos de muerte y libertad (2010) .... Nicolás Fernández del Rincón (episodio: "El Estallido: 1810")
- Papá soltero (1987-1994) .... Gerardo (novio de Alejandra Costa, algunos capítulos)

### Películas
- Crimen imposible (1990)
- Justiciero callejero (1990)
- La furia de un dios (1988)

### Teatro
- Palabras encadenadas
- La soga
- Pastorela de Tepozotlan
- Los señores de la noche
- La catrina
- Pastorela urbana
- América, no invoco tu nombre en vano

## Como director

### Telenovelas
- Cómplices al rescate (2002)
- Aventuras en el tiempo (2002)
- Rayito de luz (2000)
- Pobre niña rica (1995)

### Series de TV
- La rosa de Guadalupe (2010-2011)
- Con ganas (1998)
- Atínale al precio
- XE-TU remix
- Nuevas tardes

### Teatro
- "Destino ningun lugar"
- Palabras encadenadas
- "Opera Urbana"
- "Más allá del Horizonte"
- "Un Tercer Lugar"